# Paul Guermonprez
Paul Gustave Sidonie Guermonprez (Gent, 28 december 1908 - Overveen, 10 juni 1944) was een Belgisch fotograaf en verzetsstrijder tijdens de Tweede Wereldoorlog.

## Biografie

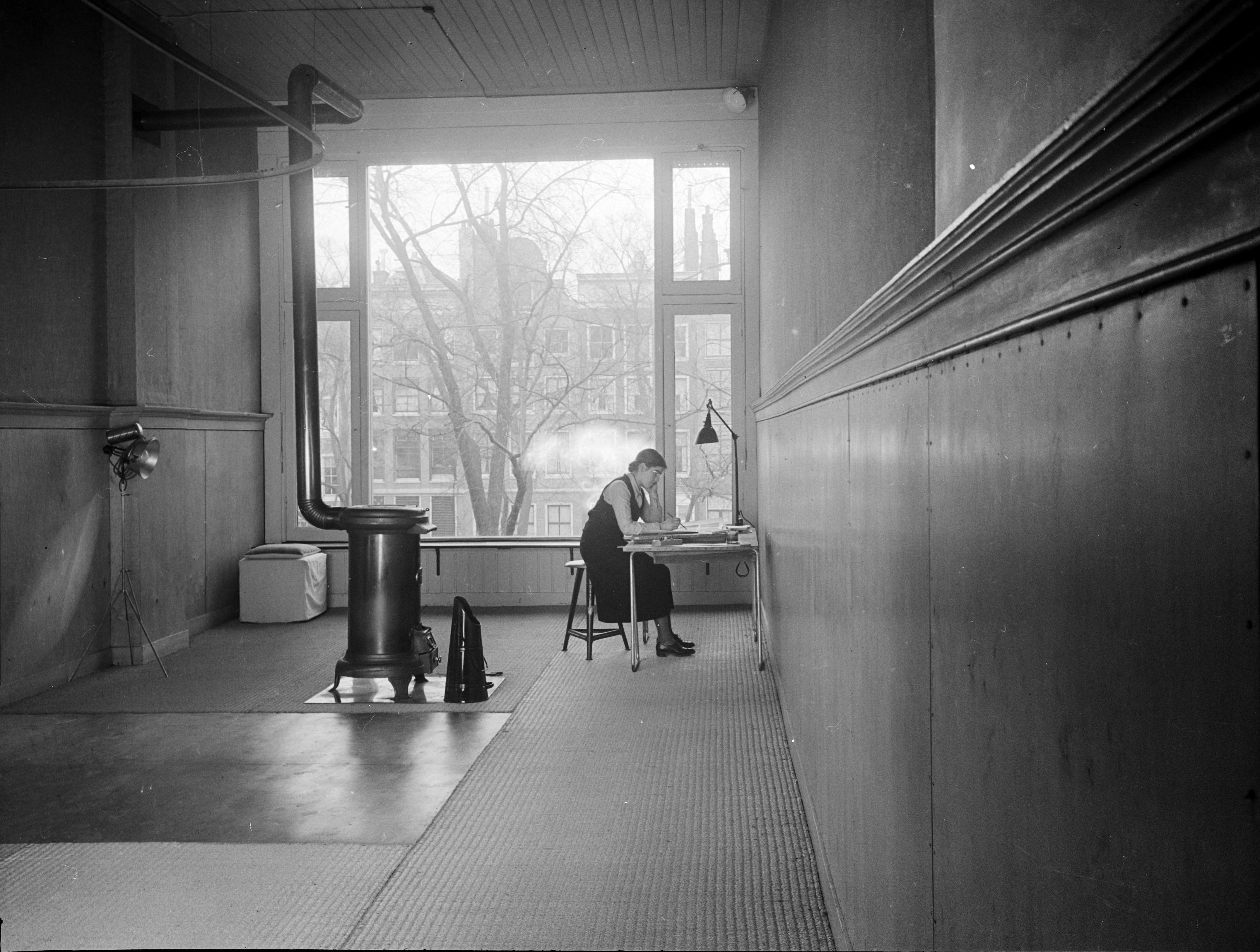
Kantoor van Co-op aan de Keizersgracht. Aan tafel Trude Guermonprez-Jalowetz (1937)

De Belgische ouders van Paul Guermonprez waren tijdens de Eerste Wereldoorlog naar Nederland gevlucht. Na een opleiding aan de Amsterdamse Suikerschool werkte Paul in 1931 op suikerplantages in Indonesië. Van zijn vader, die amateurfotograaf was, erfde hij de belangstelling voor fotografie. In 1932 ging Paul fotografie en architectuur studeren aan het Bauhaus in Berlijn, tot de school in 1933 moest sluiten. Terug in Nederland werkte hij vanaf einde 1934 tot eind 1938 als docent fotografie aan de door het Bauhaus geïnspireerde Nieuwe Kunstschool in Amsterdam en van september 1935 tot 1942 aan de afdeling Reclame-ontwerpen van de Koninklijke Academie van Beeldende Kunsten in Den Haag.
Van 1939 tot 1940 was Guermonprez gemobiliseerd in het Nederlandse leger. Uit die periode stamt zijn humoristische boekje Praatjes en plaatjes van de soldaatjes (met illustraties van Wim van Overbeek).
In april 1934 had Guermonprez met Hajo Rose het reclame- en fotobureau Co-op 2 opgericht, waaraan onder anderen Violette Cornelius, Paul Hartland, Kryn Taconis en Otto Treumann meewerkten. In deze jaren stond hij in contact met de Groningse drukker H.N. Werkman. Uit protest tegen de door de nazi's opgerichte Kultuurkamer hief hij het bureau op in het voorjaar van 1942. Guermonprez was in januari 1941 al eens drie weken door de Duitsers opgesloten in de gevangenis van Scheveningen.
Guermonprez trouwde in 1931 met Arda Hessefelt, maar dat huwelijk liep al snel op de klippen. Hij hertrouwde in 1939 met de naaldkunstenaar, schilder, tapijtontwerper en wever Trude Jalowetz (1910-1976) van Joods-Tsjechische afkomst; zij is in 1947 naar Amerika geëmigreerd om les te geven aan het Black Mountain College in Arkansas, waar haar beide ouders al lesgaven, en in 1976 in San Francisco overleden.

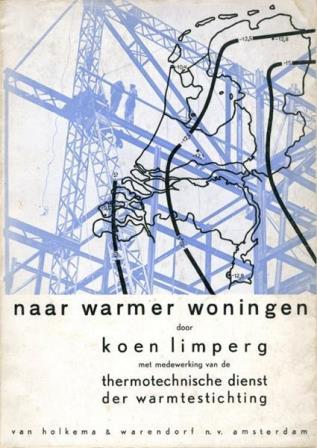
Omslag van Naar warmer woningen(1936). Ontwerp Guermonprez
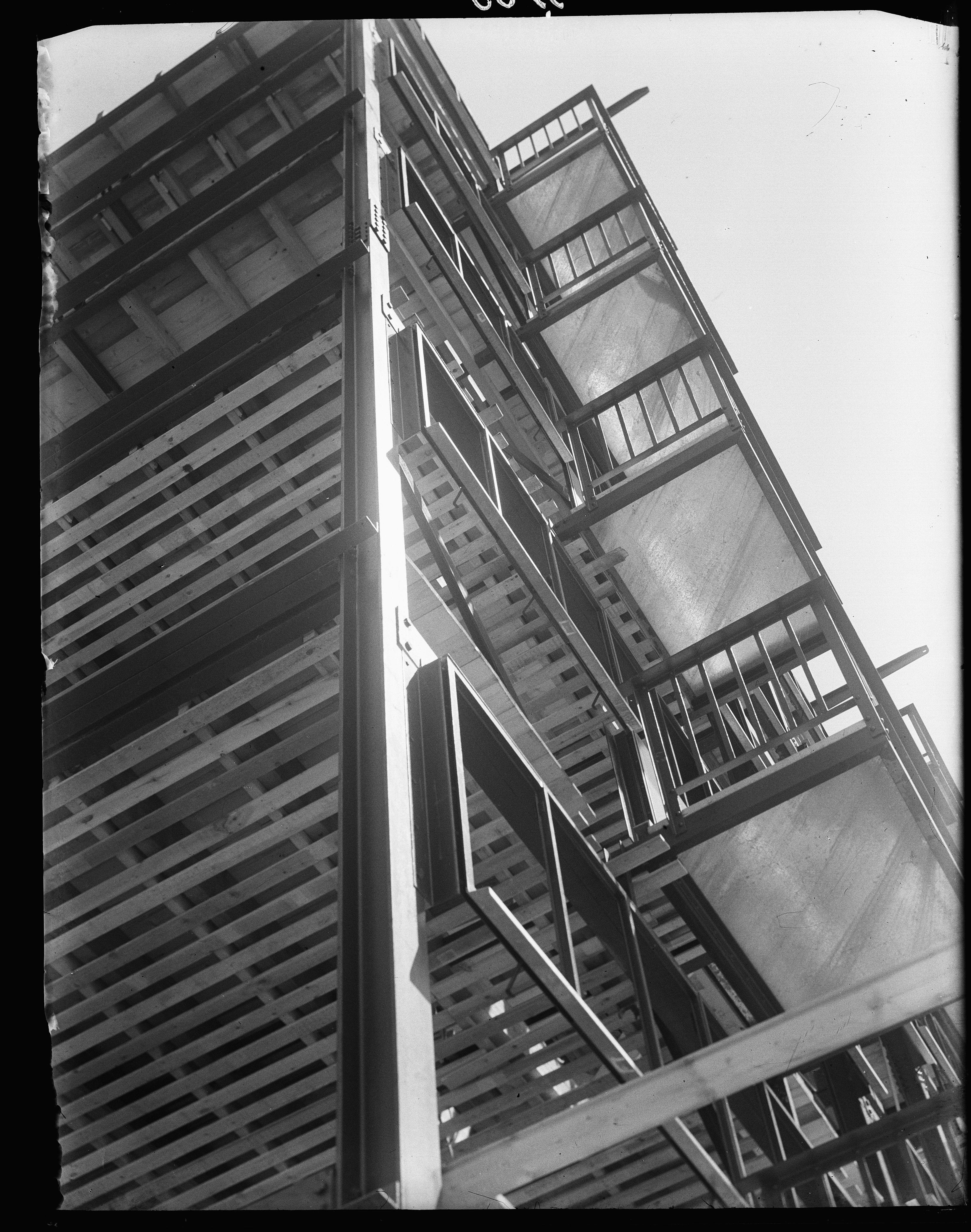
Zomerdijkstraat Amsterdam. Foto: Paul Guermonprez
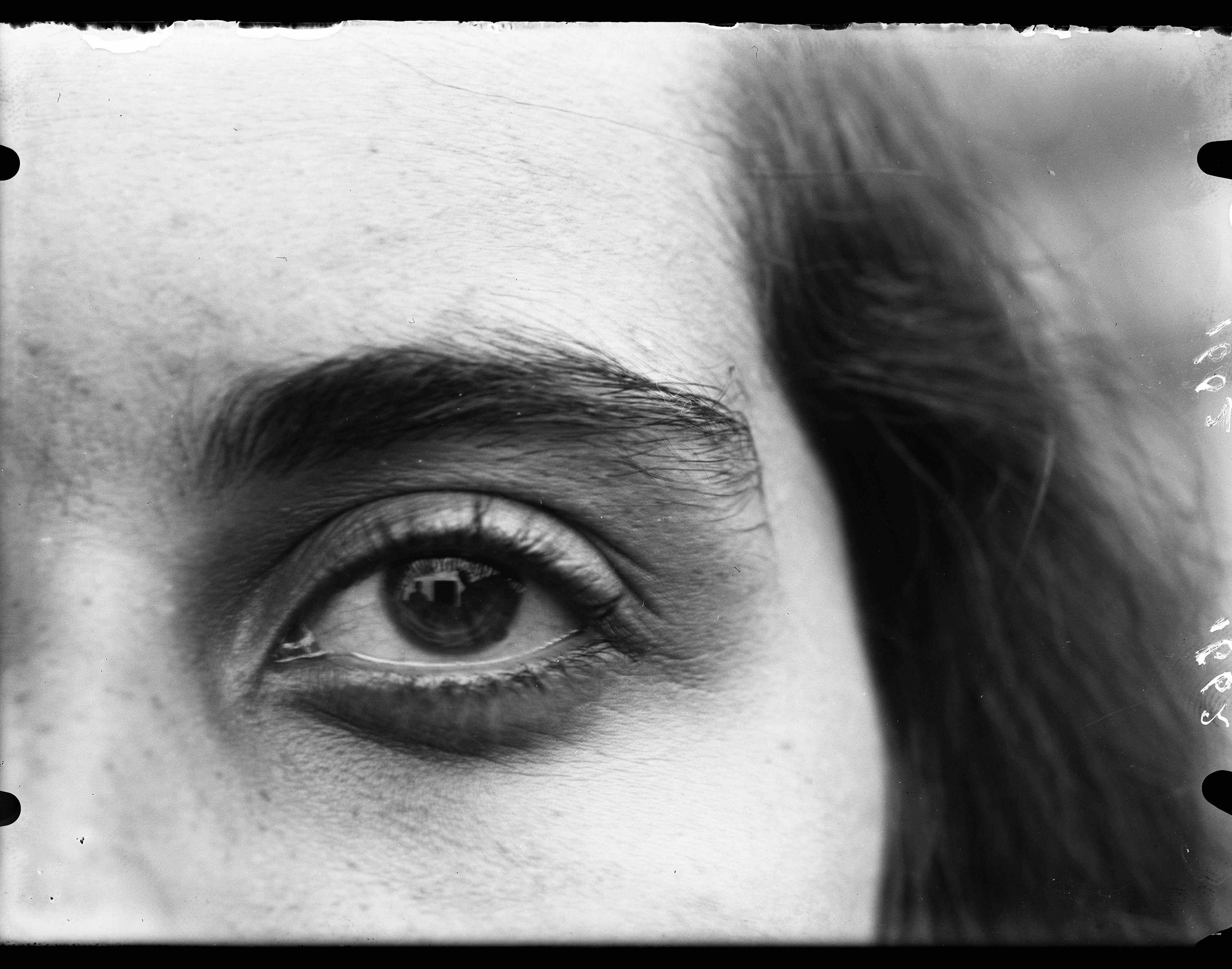
Vrouwenoog
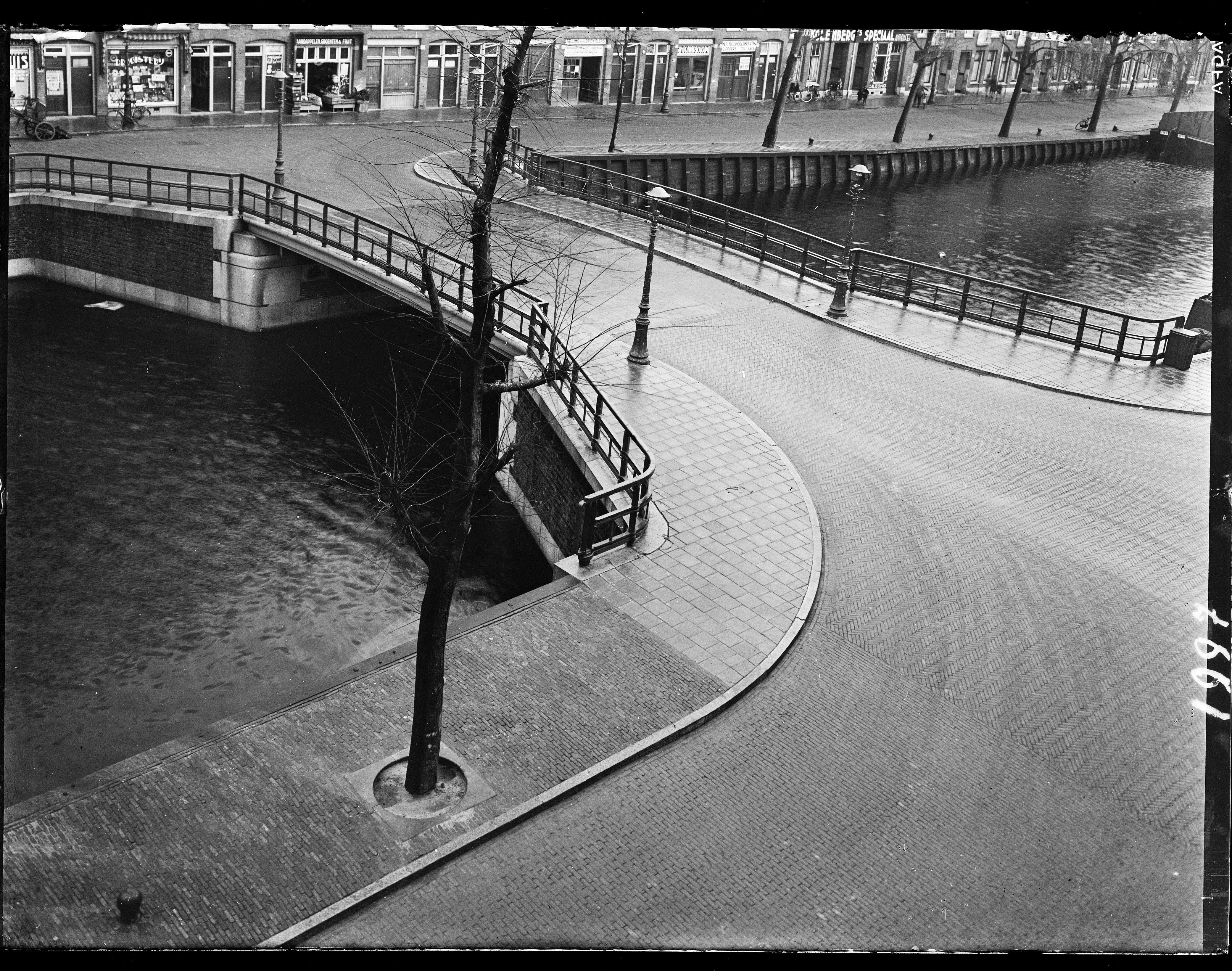
Pieter Langendijkstraat, Amsterdam

## Verzet
Van 4 mei 1942 tot 30 juli 1943 was Guermonprez als gijzelaar geïnterneerd in het kleinseminarie Beekvliet in Sint-Michielsgestel. Hij werd vrijgelaten om zich als voormalig officier in Amersfoort te melden. Na de melding, dook hij onder en nam hij deel aan het verzet. Met onder anderen J. Thijssen, Gerrit van der Veen en Gerben Wagenaar maakte hij vanaf de nazomer van 1943 deel uit van de leiding van de Raad van Verzet en onderhield hij de contacten met verzetsgroepen in Twente, Noord-Brabant en Limburg. In Noord-Holland en Zuid-Holland was Guermonprez betrokken bij het organiseren en uitvoeren van diverse overvallen (o.a. op het distributiekantoor Borgerstraat in Amsterdam) en sabotageacties (zoals op een pyrotechnische fabriek in Leiden en de Electro Zuur- en Waterstoffabriek aan de Amsterdamse Distelweg). 
Op Oudejaarsavond 1943 deed hij mee aan een vergeefse aanslag op het Huis van Bewaring aan de Weteringschans te Amsterdam om een aantal collega-verzetsstrijders te bevrijden. Een nieuwe poging bleek verraden. Guermonprez en enkele anderen poogden te vluchten, maar ze werden opgepakt op het Centraal Station in Amsterdam. Na detentie in de gevangenis werd Guermonprez wegens zijn verzetsactiviteiten samen met drukker Frans Duwaer en beeldhouwer Gerrit van der Veen op 10 juni 1944 door de Duitsers gefusilleerd in het duingebied van Overveen (gemeente Bloemendaal, bij Haarlem). Guermonprez is herbegraven op de Erebegraafplaats Bloemendaal. In 1946 ontving hij postuum, bij Koninklijk Besluit nr. 17 van 7 mei 1946, het Verzetskruis 1940-1945.

## Fotoarchief

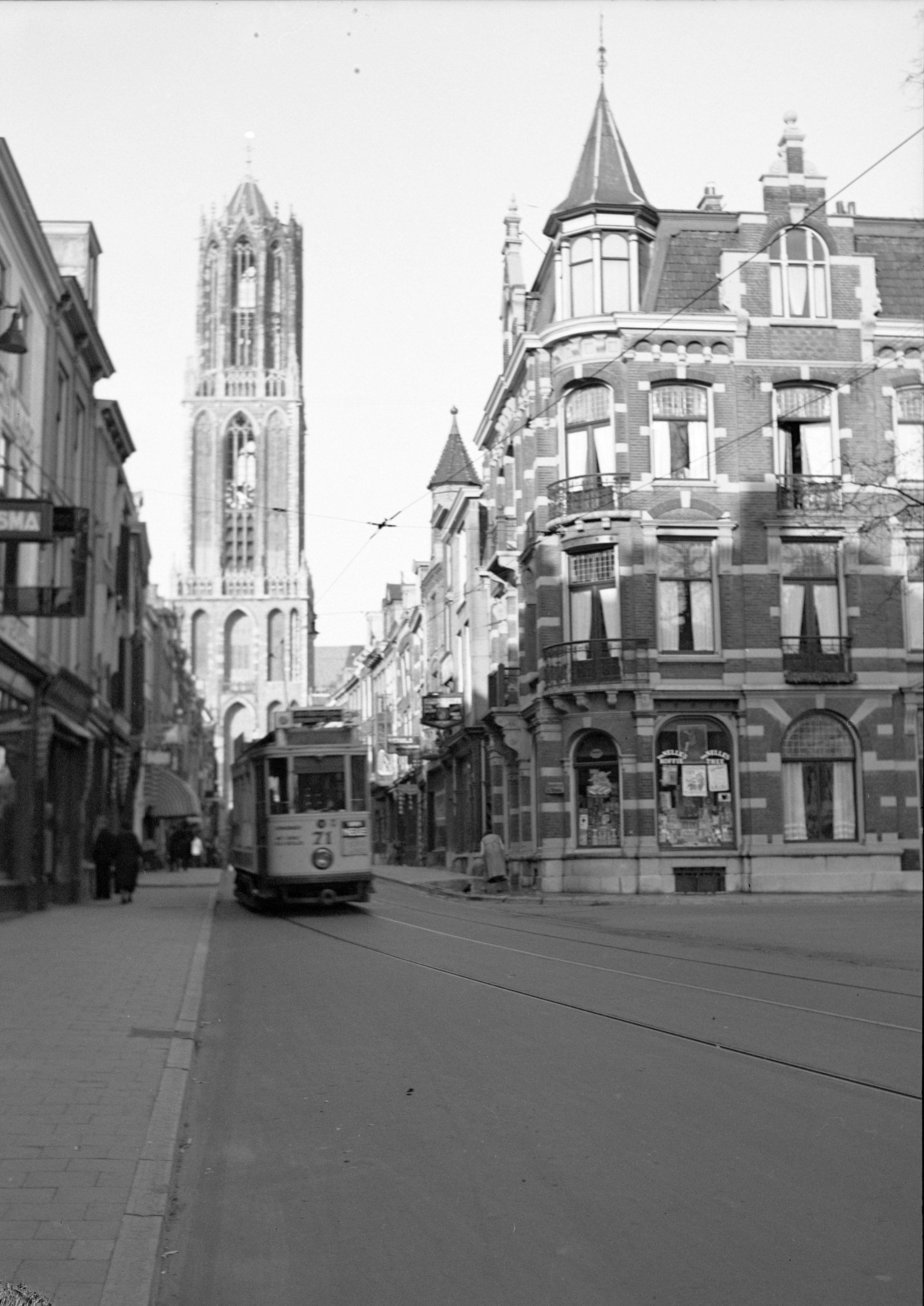
Domtoren Utrecht, tram Zadelstraat (foto Paul Guermonprez)

Zijn verloren gewaande fotoarchief berust sinds enige jaren in het Gemeentearchief Amsterdam. Het werd bij toeval teruggevonden in het kraakpand "De Grote Wetering" en omvat ruim 300 negatieven en kleurendia's uit de periode 1934-1937. Naast stadsgezichten bevat het enkele reportages van de bouw van het City Theater (architecten Jan Wils en O. Rosendahl), van de atelierwoningen aan de Zomerdijkstraat (architect P. Zanstra in samenwerking met J.H.L. Giesen en K.L. Sijmons) en van de Apollohal en het Apollo-paviljoen. Voorts van Jan Duikers Cineac.

## Publicaties over Guermonprez
- Frank van Lamoen: 'Paul Guermonprez en Co-op 2'. In: De Boekenwereld, jrg. 33, no. 2 (2017), p. 22-27